# محمود حدادی
سید محمود حدادی (زاده ۲۶ اسفند ۱۳۲۶ در قزوین) استادیار گروه زبان و ادبیات آلمانی دانشکده ادبیات و علوم انسانی دانشگاه شهید بهشتی و مترجم آثار ادبی آلمانی‌زبان است.

## زندگی و فعالیت
محمود حدادی متولد ۱۳۲۶ در شهر قزوین است. وی مقطع دبیرستان را در رشتهٔ ادبیات در همین شهر گذراند و تحصیلات دانشگاهی را در شهر برلین در رشتهٔ ادبیات آلمانی به‌اتمام رساند. وی در سال ۱۳۸۸ در رشتهٔ ادبیات آلمانی از دانشگاه آزاد برلین (FU BERLIN) با مدرک فوق لیسانس فارغ‌التحصیل شد. حدادی از سال ۱۳۶۳ آثاری را از نویسندگان آلمانی به فارسی برگردانده است. اولین ترجمهٔ حدادی، رمان زبردست اثر هاینریش مان، در سال ۱۳۶۳ انتشار یافت. از آن پس، او بیش از سی اثر از نویسندگان آلمانی‌زبان به فارسی برگردانده است.

## آثار

### تألیف
- مبانی ترجمه، نشر رهنما، ۱۳۸۴ (منبع درسی دانشجویان رشتهٔ آلمانی در دانشگاه)
- سخن در حضور: یادداشت‌هایی دربارهٔ ادبیات آلمانی، حضور ادبیات آلمانی در ایران، انتشارات مهراندیش، ۱۴۰۱

### ترجمه
- پرده در پرده: تراژدی فاوست، اثر گوته از نگاه تفسیر، ابرهارد هرمس، تهران: مهراندیش‏‫، ۱۴۰۲[۱]
- فاوست (تراژدی، بخش اول و دوم)، یوهان ولفگانگ فون گوته، نشر نیلوفر، ۱۳۹۹
- دیوان غربی-شرقی، یوهان ولفگانگ فون گوته، نشر بازتاب نگار، ۱۳۸۱، تجدید چاپ: بنگاه ترجمه و نشر کتاب پارسه
- هرمان و دوروته‌آ، یوهان ولفگانگ فون گوته، نشر گویا و کتاب کنج، چاپ دوم ۱۳۹۹
- رنج‌های ورتر جوان، یوهان ولفگانگ فون گوته، نشر ماهی، ۱۳۸۶ - تجدید چاپ: ۵ نوبت
- دیدار غرب و شرق در هجرت گوته، مجموعه مقالات، نشر دانشگاه شهید بهشتی و انتشارات علمی‌وفرهنگی، ۱۳۸۹
- زیردست، هاینریش مان، نشر فاریاب، ۱۳۶۳، تجدید چاپ: نشر ماهی، ۱۳۸۴
- فرشتهٔ آبی، هاینریش مان، نشر آویشن، ۱۳۷۳، تجدید چاپ: بنگاه ترجمه و نشر کتاب پارسه، ۱۳۸۹ و ۱۳۹۶ و ۱۴۰۰
- عروسی خونین پاریس، هاینریش مان، نشر کتاب پارسه، ۱۳۹۰، چاپ دوم:۱۳۹۶
- تونیتای بینوا (راه پُررنج شناخت)، هاینریش مان، انتشارات علمی و فنی، چاپ اول ۱۳۷۴
- تریستان و تونیو کروگر، توماس مان، نشر افق، ۱۳۹۱
- مرگ در ونیز، توماس مان، نشر افق، چاپ سوم ۱۳۹۵
- نابغهٔ خردسال و پیشخدمت و شعبده‌باز، توماس مان، نشر نیلوفر، چاپ اول: ۱۳۹۶، تجدید چاپ: ۱۳۹۹
- سفر دریایی با دُن کیشوت، توماس مان، ۱۳۹۸ در دو نوبت چاپ
- خانوادهٔ توماس مان و قرن بیستم، مانفرد فلوگه، نشر نیلوفر، ۱۳۹۶
- اسکندر، کلائوس مان، نشر دیگر، ۱۳۷۴، تجدید چاپ: نشر نیماژ، ۱۴۰۱
- گوشه‌نشین در یونان هیپریون، فریدریش هولدرلین، نشر نیلوفر، ۱۳۹۱
- آنچه می‌ماند: گزیده سی شعر و شرح آن همراه گفتاری از مارتین هایدگر، فردریش هُلدرلین، نشر نیلوفر، ۱۳۹۴
- سکونت شاعرانه: بیست‌وچهار شعر همراه تحریر سوم از نمایشنامهٔ مرگ امپدوکلس، فردریش هُلدرلین، نشر نیلوفر، ۱۳۹۸
- پیکار با دیو: زندگی نامهٔ فردریش هُلدرلین، اشتفان تسوایگ، نشر نیلوفر، ۱۳۹۴
- هزارتو: خاطره‌نگاری دورنمات در نقد زندگی و زمانه‌اش، فریدریش دورنمات، نشر نیلوفر، ۱۳۹۳
- یونانی خواستار همسری یونانی، فردریش دورنمات، نشر کتاب پارسه، چاپ اول ۱۳۹۸
- رنگ‌های کودکی، مجموعه داستان آلمانی، نشر مرکز، ۱۳۷۶، تجدید چاپ: انتشارات مهراندیش، ۱۳۹۸
- از نگاه جنون، داستان‌های کوتاه آلمانی، نشر نیلوفر، ۱۳۹۲
- مرگ پوتیا، داستان‌هایی از ادبیات آلمانی، نشر نیلوفر، چاپ اول ۱۳۹۷
- گدا و دوشیزهٔ مغرور: داستان‌هایی از ادبیات آلمانی، نشر مرکز، چاپ اول: ۱۳۹۵، چاپ دوم: ۱۳۹۷
- سروانتس، برونو فرانک، نشر نقره، ۱۳۶۴، تجدید چاپ: نشر ماهی، ۱۳۸۴ و ۱۳۹۱
- شعرهای منثور، ایوان تورگنیف، نشر مرکز، ۱۳۶۹
- جهان آخر، کریستوف رانس مایر، نشر مرکز، ۱۳۸۷، تجدید چاپ: انتشارات پریان، ۱۳۹۳
- آشفتگی‌های تُرلس جوان، روبرت موزیل، نشر بازتاب نگار، ۱۳۸۱
- پیر مقدس، فردیناند کُنراد مایر، نشر نیلوفر، ۱۳۸۵
- حدیث شطرنج و رسالهٔ سیسرو، اشتفان تسوایگ، نشر نیلوفر، چاپ اول ۱۳۹۵
- شعر و شهود، مجموعهٔ شعر آلمانی، نشر پژواک کیوان، ۱۳۸۵؛ چاپ جدید: شعر و شهود؛ هفتاد اثر تغزلی آلمانی با شعرهایی از گوته، هُلدرلین، نیچه، ریلکه و برشت؛ نشر گویا، ۱۴۰۲
- میشائیل کُلهاس، هنریش فون کلایست، نشر ماهی، تجدید چاپ پنج نوبت از ۱۳۸۶ تا ۱۴۰۰
- فرجام نیچه، هارتموت لانگه، نشر افق، ۱۳۹۰
- در ستایش بی‌سوادی، هانس ماگنوس انسنس برگر، نشر ماهی، ۱۳۹۰، تجدید چاپ: نشر ماهی، ۱۳۹۱
- صداهای مراکش، الیاس کانتی، نشر کتاب مهناز، ۱۳۹۰
- وُیتسِک/ نظامیان، گئورگ بوشنر، یاکوب لنس، نشر بیدگل، چاپ اول ۱۴۰۰
- تصویر مادر در قاب جوانی، فریدریش کریستیان دلیئوس، نشر افق، ۱۴۰۱
- کافکا: مختصر و مفید، والتر تسیگلر، انتشارات مهراندیش، ۱۴۰۱
- آنتیگونه به‌روایت برتولت برشت و دو داستان دیگر؛ برتولت برشت، آلفرد دوبلین و رُلف هُخهورت، نشر افق، ۱۴۰۲